# Gustav Lange
Gustav Lange (født 13. august 1830 i Schwerstedt, død 20. juli 1889 i Wernigerode) var en tysk komponist af salonmusik. 
Gustav Lange blev som barn undervist af sin far i klaver- og orgelspil. Han studerede senere klaver, orgel, generalbas og komposition ved konservatoriet i Erfurt. 
Lange er ophavsmand til ca. 500 klaverstykker i form af fantasier, marcher, polonaiser og mazurkaer og transkriptioner af andre komponisters berømte værker, fx værker af Wolfgang Amadeus Mozart og Anton Rubinstein. Hans salonstykker mv. er ikke af høj sværhedsgrad. Klaverstykkerne Edelweiss (op. 31) og Blumenlied (op. 39) er de kendeste og findes stadig i nodealbums.